# Mount McCormick
Mount McCormick är ett berg i Antarktis. Det ligger i Västantarktis. Inget land gör anspråk på området. Toppen på Mount McCormick är 992 meter över havet, eller 191 meter över den omgivande terrängen. Bredden vid basen är 2,3 km.
Terrängen runt Mount McCormick är platt åt sydost, men åt nordväst är den kuperad. Trakten är obefolkad. Det finns inga samhällen i närheten.